# Glochidion pilosum
Glochidion pilosum là một loài thực vật có hoa trong họ Diệp hạ châu. Loài này được (Lour.) Merr. mô tả khoa học đầu tiên năm 1935.